# Charles Marburg
Charles „Tad“ Marburg (* 1954 oder 1955) ist ein US-amerikanischer Filmproduktionsleiter und Filmproduzent.

## Leben
Aufgewachsen ist Marburg in Charlottesville. 1963 mit ungefähr neun Jahren zog seine Familie nach England, wo sein Vater Bill Clifton als Musiker tourte. Er ist der älteste von 7 Geschwistern. In seiner Freizeit arbeitet Marburg ehrenamtlich für das Planes of Fame Air Museum in Chino. Außerdem befasst er sich mit Ahnenforschung, spendet regelmäßig Blutplättchen und stellt scharfe Soßen her.

## Karriere
Als Absolvent des MFA-Programms für Theatertechnik und Beleuchtungsdesign an der UCLA begann er seine berufliche Laufbahn bei Technical Audio-Visual Services als Produktionsleiter für die Roadshows der Musicals Beatlemania und A Chorus Line. Vom August 1980 bis 2003 arbeitete er bei Warner Bros. Entertainment. Im Jahr 2003 war Marburg ein Gründungsmitglied des neu gegründeten Academy Science and Technology Council, wo er der erste Vorsitzende des Unterausschusses für öffentliche Programme und Bildung war. 2013 wurde die John A. Bonner-Medaille an Marburg in Anerkennung seiner herausragenden Leistungen und seines Engagements für die Aufrechterhaltung der hohen Standards der Academy of Motion Picture Arts and Sciences verliehen.
Zu seinen weiteren beruflichen Mitgliedschaften gehören die Academy of Television Arts and Sciences, die Society of Motion Picture and Television Engineers, das American Society of Cinematographers Technology Committee sowie die British Kinematograph, Sound and Television Society und IMAX.

## Filmographie
- 2023: In Too Deep